# Castel Tedaldo
Das Castel Tedaldo war ein Verteidigungswerk in Ferrara in der italienischen Region Emilia-Romagna. Es wurde im 10. Jahrhundert errichtet und im 17. Jahrhundert abgerissen. Heute liegt an seiner Stelle die Via Castel Tedaldo.

## Geschichte
Castel Tedaldo war der zweite befestigte Punkt, der in Ferrara angelegt wurde (nach dem byzantinischen Castrum); es wurde Ende des 10. Jahrhunderts auf Befehl von Tedaldo di Canossa errichtet, der von Papst Sylvester II. die Gerichtsbarkeit über die entstehende Stadt Ferrara erhalten hatte.

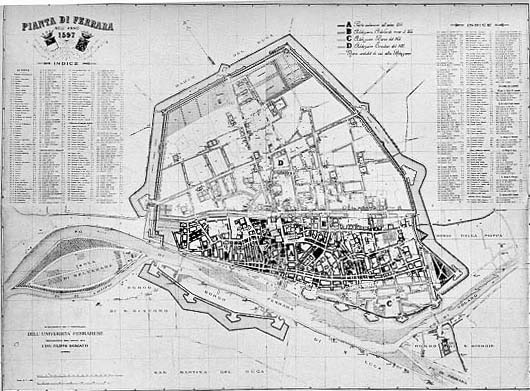
Stadtplan von Ferrara 1597

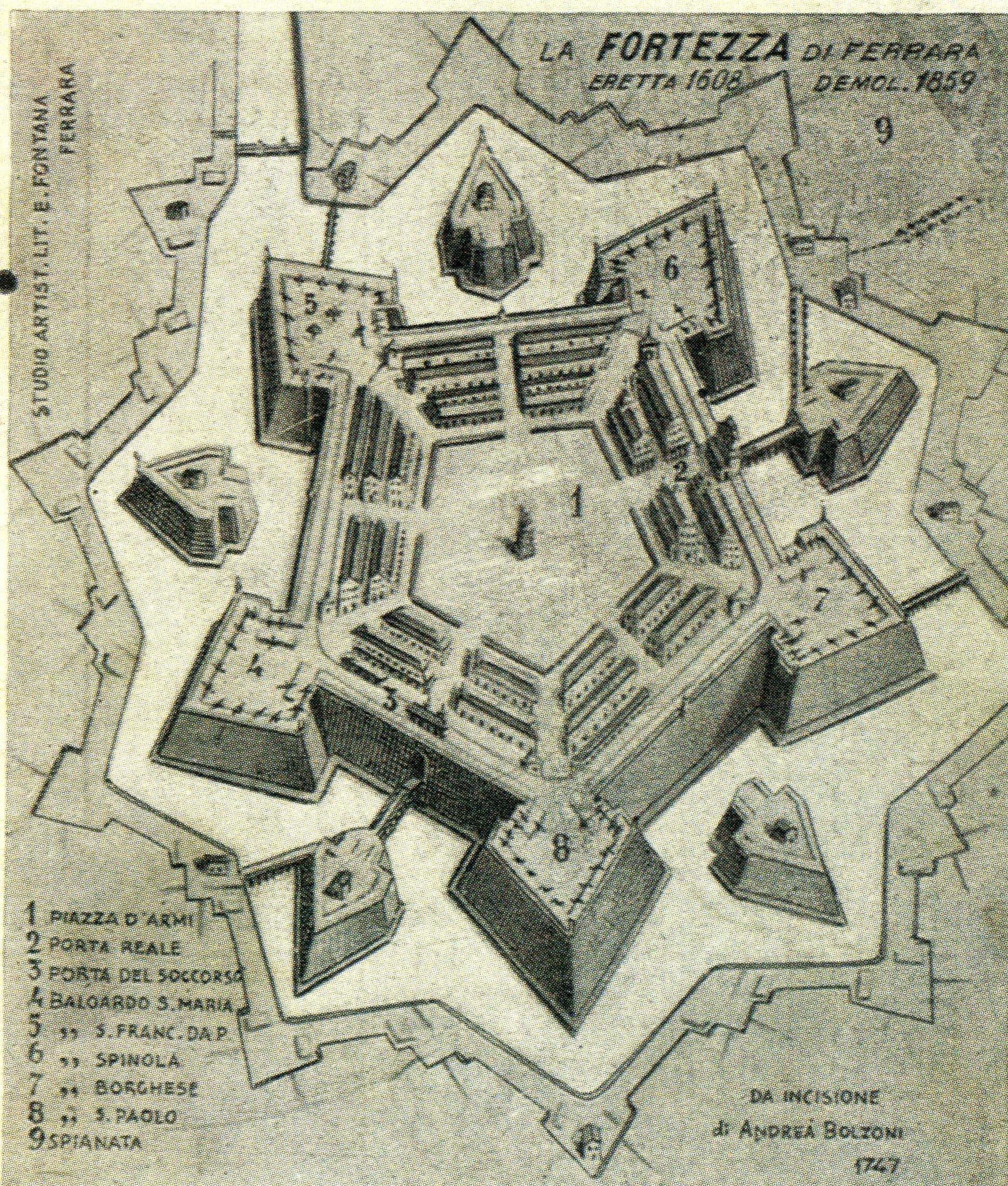
Festung von Ferrara

Wie das byzantinische Castrum hatte die neue Festung die Aufgabe, den Flussübergang zu sichern, der die beiden Ufer des Po miteinander verband, aber darüber hinaus war es als Guelfenburg gedacht, der Stamm, zu dem die Canossas gehörten. Die Festung wurde 986 am Ufer des Po errichtet, und zwar westlich des Castrums.

### Das Wachsen der Stadt
Eine der mittelalterlichen Straßen, die die beiden Festungen miteinander verband, war die Via Grande (oder Via Ripagrande), die eine der Wachstumsachsen der Stadt in Ost-West-Richtung (also der „linearen Stadt“) an den Ufern des Po Grande war. An der Straße entstanden zunächst ärmliche Wohnhäuser mit Strohdächern, die später durch komfortablere Bauten ersetzt wurden.

### Zerstörung von Castel Tedaldo
Mit der Aufgabe des Herzogtums Ferrara an den Kirchenstaat und der Installation der neuen Machthaber ab 1598 wurde die Ferrara die Festung errichtet.
Dieses neue und moderne Verteidigungsbauwerk, ein Werk von Giovanni Battista Aleotti, das dafür gedacht war, der Artillerie des 17. Jahrhunderts zu widerstehen, hatte einen fünfeckigen Sterngrundriss und war mit einem Graben umgeben; es wurde 1618 fertiggestellt und bewirkte durch seine Errichtung die Zerstörung von Castel Tedaldo und Delizia di Belvedere, den Abriss ganzer Stadtviertel mit mittelalterlichen Kirchen und Denkmälern und die Vertreibung von etwa 20.000 Personen von ihren bisherigen Wohnstätten. Dies verursachte Feindseligkeit und Groll gegenüber dem Papsttum seitens der Bewohner von Ferrara.